# Protection (Kansas)
Protection - to miasto położone w hrabstwie Comanche w stanie Kansas.